# Thairé
Thairé ist eine französische Gemeinde mit 1.874 Einwohnern (Stand: 1. Januar 2022) im Département Charente-Maritime in der Region Nouvelle-Aquitaine. Sie gehört zum Arrondissement La Rochelle, zum Kanton La Jarrie und ist Mitglied im Gemeindeverband La Rochelle Agglomération. Die Einwohner werden Thairésiens genannt.

## Geografie
Thairé liegt etwa 13 Kilometer südöstlich von La Rochelle in der historischen Landschaft Aunis. Umgeben wird Thairé von den Nachbargemeinden Croix-Chapeau im Norden, Le Thou im Nordosten und Osten, Ballon im Osten und Südosten, Yves im Süden und Südwesten, Saint-Vivien im Westen sowie Salles-sur-Mer im Nordwesten.

## Bevölkerungsentwicklung
| Jahr                       | 1962 | 1968 | 1975 | 1982 | 1990 | 1999 | 2008 | 2019 |
| Einwohner                  | 769  | 774  | 724  | 886  | 951  | 1053 | 1440 | 1723 |
| Quellen: Cassini und INSEE |      |      |      |      |      |      |      |      |

## Sehenswürdigkeiten
- Kirche Notre-Dame-de-l’Assomption, Wehrkirche 15. Jahrhundert, seit 1925 Monument historique

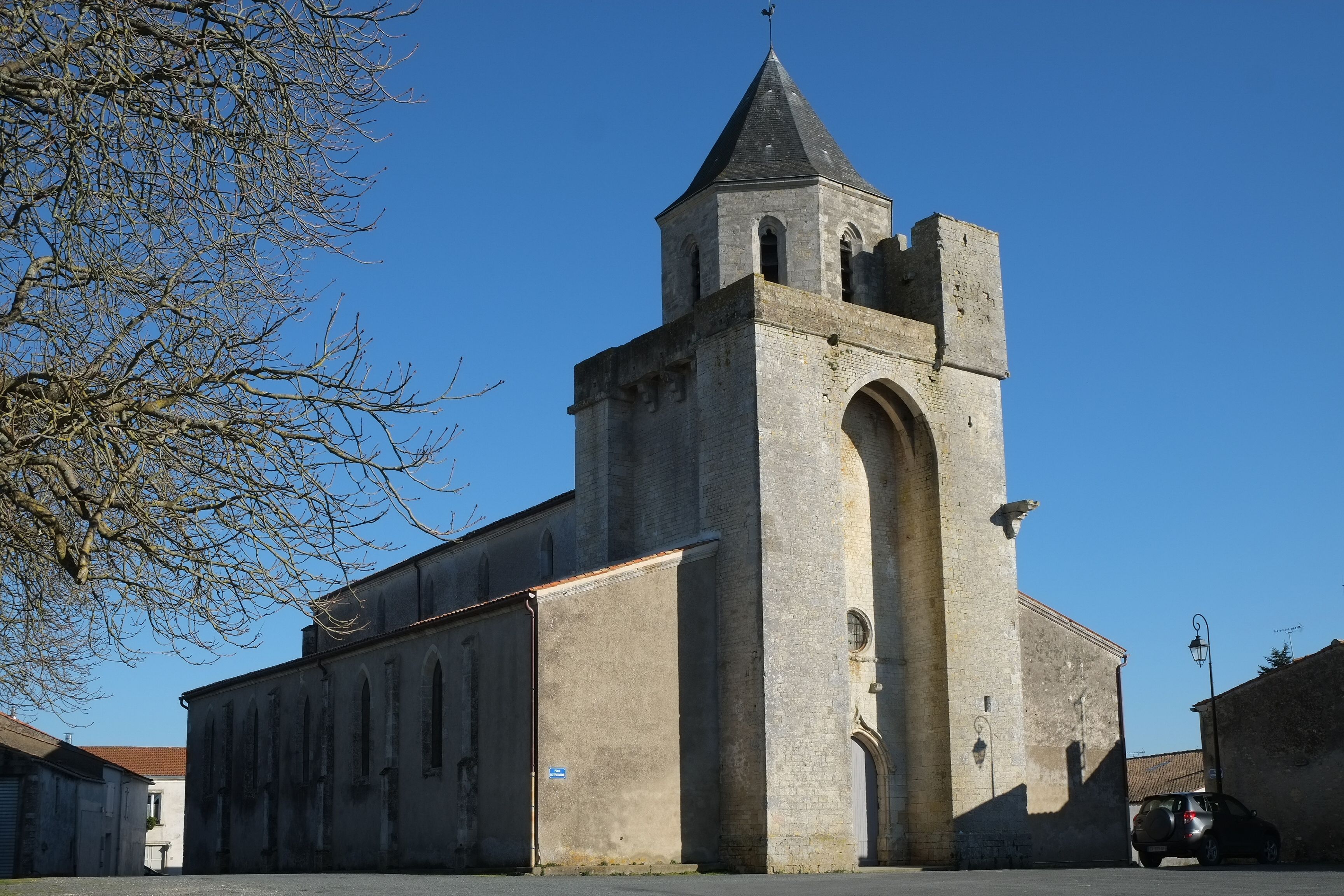
Kirche Notre-Dame-de-l’Assomption